# 京都大学硬式野球部
京都大学体育会硬式野球部（きょうとだいがくたいいくかいこうしきやきゅうぶ）は、京都大学体育会の一クラブ。京都帝国大学創設時からの運動部の一つであり、2018年（平成30年）創部120周年を迎えた。関西六大学野球連盟 (旧連盟)、京滋大学野球連盟を経て現在は関西学生野球連盟に所属する。京都大学の学生によって構成されている。
ユニフォームの表記は「KYOTO」。また野球帽のロゴ「DB」や、グラウンドコートの「Dark Blue」は、京都大学体育会のカラー「濃青」に因む。これは、オックスフォード大学（ダークブルー）、ケンブリッジ大学（ライトブルー）のスポーツユニオン・カラーを、1926年（大正15年）に京大体育会、東大運動会がそれぞれ採用したことによる。

## 歴史
旧関西六大学野球リーグ時代、立命館大学、関西大学に次いで1934年秋に初優勝。さらに1939年秋にも優勝し、戦前は2度リーグ優勝している。
入れ替え戦を趣旨とする関西大学野球連合が結成された1962年、秋のリーグ戦で最下位となる。続く大阪商業大学との入れ替え戦に敗れ、下部リーグの京滋大学野球連盟に降格。京滋リーグでは翌1963年秋から1967年春まで8季連続優勝、1968年春も優勝するなどしたが、連合が存続した1981年まで再び旧関西六大学リーグ（1部リーグ）復帰を果たすことはなかった。連合が解散した1982年から現在の関西学生野球連盟に所属。
2000年（平成12年）秋季リーグ以来、関西学生野球リーグでは最下位に定着していたが、2019年（令和元年）秋季リーグで最下位を脱出、現在の関西学生野球リーグ発足後に初の4位となった。
関西学生リーグでの最高順位・最高勝ち点・最高勝率は2019年秋の4位・5勝7敗・勝率417・勝ち点2。年間では、2019年が7勝17敗で最多勝利（勝率.291、勝ち点2）となる。

### 年表
- 1897年（明治30年6月18日） 京都帝国大学創立。
- 1898年（明治31年3月） 京都帝国大学運動会仮規則により野球部が大学の公式の部活動として認められる。
- 1928年（昭和3年） 京都大学五大学野球連盟（大谷大学、京都医科大学〈のちの京大医学部〉、京都帝国大学、立命館大学、龍谷大学）を開始。
- 1929年（昭和4年） 後の関西六大学リーグ (旧連盟) の母体になる三大学対校戦（関大、同大、京大）を開始。
- 1930年（昭和5年） 立命館を加えて関西四大学野球連盟が発足。
- 1931年（昭和6年） 関西学生野球連盟 (終戦前) の神戸商業大学（のちの神戸大学）が関西四大学連盟に移籍。更に関西学院も重複加盟し、同年秋から関西六校野球連盟のリーグ戦が開始。初代優勝校は立命館。以降、関大と立命館の2強時代（関立戦）となる。
- 1932年（昭和7年） 関西学院の旧制大学昇格とともに関西六校野球連盟は関西六大学野球連盟 (旧連盟)に改称。
- 1934年（昭和9年） 秋季リーグで初優勝。立命、関大に次ぐ優勝校となる。
- 1939年（昭和14年） 秋季リーグで2回目の優勝。
- 1942年（昭和17年） 同年春を最後に、戦時命令により全国全ての野球競技活動が禁止される。
- 1946年（昭和21年） 関西六大学野球（旧連盟）が再開。
- 1947年（昭和22年） 学制改革の施行が始まる。京都帝国大学は京都大学に。同年には旧制3大学野球連盟（東京六大学、東都大学、関西六大学 (旧連盟)）による全国大学野球連盟が発足。
- 1962年（昭和37年） 入れ替え戦を趣旨とする関西大学野球連合が発足。関西六大学野球連盟 (旧連盟) を頂点組織として、その下部に、京滋大学野球連盟、阪神大学野球連盟、近畿大学野球連盟の3リーグを置くこととした。同年春、神戸大が近畿大に敗れて近畿リーグに降格したのに続いて、同年秋に京大は大商大との入れ替え戦で敗退。以後、京滋大学野球連盟に所属することになる。
- 1982年（昭和57年） 関西大学野球連合が解体されたのに伴い京滋大学野球連盟を脱退。同年2月、関西学生野球連盟を関大、関学大、京大、近畿大、同志社大、立命館大の6校で結成。
- 2014年（平成26年） 現役の部員から初めて、工学部工業化学科4年生の田中英祐投手が、10月23日のNPBドラフト会議で千葉ロッテマリーンズから2位で指名[3]（後に支配下登録選手として入団したが2017年限りで現役を引退） 。
- 2017年（平成29年） 福岡ソフトバンクホークスやJR西日本硬式野球部の元・投手で、学生野球資格を保有する近田怜王（JR西日本社員）が、ボランティアのコーチとして1月の練習から指導を開始[4]。
- 2018年（平成30年） 4月から近田が正式にコーチへ就任。
- 2019年（令和元年） 秋季リーグを関西学生野球連盟結成後初めての4位で終了。
- 2020年（令和2年） 9月1日付で近田が助監督に就任（JR西日本からの無期限出向扱い）[4]。
- 2021年（令和3年） 11月18日付で青木孝守監督が総監督、近田助監督が監督に就任[5]。
- 2021年（令和3年） かつて部長や監督を歴任した寶馨が、12月1日付で日本高等学校野球連盟の会長に就任[6] [7]。
- 2022年（令和4年） 現役部員で医学部人間健康科学科4回生の水口創太投手が、10月20日のNPB育成ドラフト会議でソフトバンクから7巡目で指名（後に育成選手として契約）[8]。
- 2023年（令和5年） 野球でのプレーを本格的に経験していないにもかかわらず、学生コーチや主務と並行しながら部内初の「アナライザー」（チーム専属のデータアナリスト）を前年（2022年）まで務めていた三原大知が、「データアナリスト」として4月1日付で阪神タイガースへ入団[9][10]。

## 本拠地
京都市左京区吉田二本松町、京都大学吉田グラウンド（旧三高グラウンド）。
- 京都帝国大学創設時（明治30年（1897年））に東一条より南の吉田二本松町が第三高等学校の敷地となり、その校庭が第三高等学校の野球部のグラウンドとなった。
- 明治39年から始まった一高三高戦は、明治41年には三高グラウンドで行われた。以後、第20回戦（大正15年8月26日）まで8回にわたって三高グラウンドを使用した。第22回戦は、京大球場、それ以後は、寝屋川球場、西京極球場を使用した。
- 戦後の学制改革で、第三高等学校が京都大学に組み込まれることになり、京大野球部のグラウンドとして吉田グラウンドを使用することとなった。
- それ以前は、京都帝国大学野球部は、京大球場（現・農学部グラウンド）を使用していた。
- 平成25年12月に吉田グラウンドの内野（ファウルグラウンド部分も含む）の土の入れ替えが行われた。
- 平成26年（2014年）9月に夜間照明が設置された。これは、任期（平成21年10月〜平成26年9月）満了間際の松本紘総長の取り計らいによるものとされる。

## 記録
- リーグ優勝（旧関六時代含む）2回（1934年秋、1939年秋）
- 首位打者　黒田真一（1936年秋、48打数18安打、打率 .375）、浜村平蔵（1939年秋、34打数13安打、打率 .382）、加藤寛（1992年秋、32打数13安打、打率.406）、新実彰平（2011年春、29打数12安打、打率.414）、北野嘉一（2019年秋、42打数17安打、打率.405）、山本陶二（2024春、42打数14安打、打率.333）
- 日本学生野球協会表彰（各連盟から毎年1人選出）　松村諭（2000年度）、河村浩輔（2003年度）、尾藤陽介（2007年度）、田中英祐（2014年度）、西拓樹（2019年度）

## 歴代部長
- 末広重雄（1911〜1914）法学部教授（1906.4.26〜1934.7.25）、法学部長（第11代、1919.6.6〜1921.4.5）、名誉教授（1934.10.23〜1946.4.28 没）
- 中澤良夫（1915〜1932）　工学部教授（1914.8.15〜1943.10.9）、工学部長（1934.4.9〜1935.9.9）、名誉教授（1944.2.19〜1966.8.28 没）
- 濱部源次郎（1933〜）　工学部（機械工学科）教授（1917.6.28〜1939.1.19没（在職中死去））、工学部長（1935.9.9〜1937.9.9）
- 園正造（在任期間不明）理学部教授（1921.11.14〜1946.2.28）、理学部長（1934.6.30〜1936.6.30）、名誉教授（1946.11.16〜1969.11.24 没）
- 菅原菅雄（〜1939.2.15）工学部（機械工学科）教授（1931.5.30〜1959.10.4）、名誉教授（1959.10.5〜1983.4.10 没）部長交代の公文書あり（京大文書館所蔵）。
- 舟岡省五（1939.2.15〜）医学部教授（1923.7.10〜1946.7.13）、医学部長（1942.11.28〜1944.12.27）、名誉教授（1950.11.9〜1974.12.12 没）
- 木村作治郎（〜1964）　教養部教授（1949.8.31〜1965.3.31）、教養部長（1960.10.28〜1963.4.1）、名誉教授（1965.4.2〜1984.11.13 没）
- 石原藤次郎（1965〜1971）　工学部（土木工学科）教授（1943.1.11〜1972.3.31）、工学部長（1959.4.1〜1961.3.31）、防災研究所長（1963.4.1〜1967.3.31）、名誉教授（1972.4.1〜1979.10.2 没）
- 高棹琢馬（1972〜1990）　工学部（土木工学科）教授（1972.6.1〜1997.3.31）、名誉教授（1997.4.1〜2015.8.30 没）
- 池永満生（1991〜2000）　放射線生物研究センター教授（1983.5.1〜2001.3.31）、名誉教授（2001.4.1〜）
- 田口貞善（2001〜2004）　人間・環境学研究科教授（1992.10.1〜2005.3.31）、名誉教授（2005.4.1〜2019.4.6 没）
- 寶馨（2005〜2018）　防災研究所教授（1998.11.1〜2018.3.31）、防災研究所長（2015.4.1〜2017.3.31）、総合生存学館長（2017.4.1〜2021.3.31）、総合生存学館教授（2018.4.1〜2022.3.31）、名誉教授（2022.4.1〜）
- 服部篤史（2019〜2024）　工学研究科特定教授（2020.6.16〜）
- 神崎素樹（2024～）　人間・環境学研究科教授（2024.6～）

## 歴代監督
- 浜村平蔵　1948（S23）春〜1953（S28）春
- 豊原大成　1953（S28）秋〜1955（S30）秋
- 石原喜一　1956（S31）春〜1974（S49）秋、関西六大学（〜S37秋）、京滋リーグ（S38春〜）大谷高校教諭、立命館大学OB
- 松尾直規　1975（S50）春〜1980（S55）秋、京滋リーグ　京都大学工学部助手
- 寶馨　1981（S56）春〜1982（S57）秋、京滋リーグ（S56）、関西学生（S57）　京都大学工学部助手
- 大草朗　1983（S58）春〜1983（S58）秋　京都大学大学院農学研究科学生
- 土橋隆男　1984（S59）春〜1987（S62）秋　伊藤忠商事
- 田口貞善　1988（S63）春〜1990（H02）秋　京都大学教養部助教授
- 長谷川勝洋　1991（H03）春〜1993（H05）秋　JR西日本（2022年時点ではJR西日本交通サービス社長）
- 田口貞善　1994（H06）春　京都大学大学院人間・環境学研究科教授
- 石田敦志　1994（H06）秋〜1996（H08）秋　大和銀行
- 沢田誠　1997（H09）春〜2000（H12）秋　大阪ガス　同社野球部OB
- 来田宣幸　2001（H13）春〜2002（H14）秋　京都大学大学院人間・環境学研究科学生
- 村井保雄　2003（H15）春〜2007（H19）秋　元・興國高校野球部監督、近畿大学OB
- 長尾仁嗣　2008（H20）春〜2009（H21）秋　大阪ガス
- 比屋根吉信　2010（H22）春〜2012（H24）秋　YHプランニング，元・興南高校野球部監督、大阪体育大学OB
- 寶馨　2013（H25）春〜2014（H26）秋　　京都大学防災研究所教授
- 青木孝守　2015（H27）春〜2021（R3）秋　　あぐり進学
- 近田怜王　2022（R4）春〜　　JR西日本からの出向職員　福岡ソフトバンクホークス、JR西日本硬式野球部OB

## 過去のリーグ戦の戦績
- 関西六校野球連盟
- 昭和6年（1931）秋　6勝6敗1分（3位）　勝点制
- 関西六大学野球連盟
- 昭和7年（1932）春　3勝8敗（6位）　秋　1勝10敗（6位）
- 昭和8年（1933）春　4勝9敗（6位）　秋　6勝6敗（2位）
- 昭和9年（1934）春　3勝6敗（4位）　秋　6勝2敗（優勝）　この年、関大は不参加（「関西五大学リーグ」とも称した）
- 昭和10年（1935）春　7勝6敗（3位）　秋　7勝5敗（3位）
- 昭和11年（1936）春　3勝9敗（5位）　秋　6勝7敗（3位）　秋・首位打者　黒田（京大）
- 昭和12年（1937）春　5勝8敗（4位）　秋　4勝5敗1分（3位）　秋は2回総当たりのみ
- 昭和13年（1938）春　5勝5敗（3者同率3位）　秋　1勝9敗（6位）　2回総当たりのみ
- 昭和14年（1939）春　5勝2敗3分け（同率2位）　秋　8勝2敗（優勝）　秋・首位打者　浜村（京大）
- 昭和15年（1940）春　5勝5敗（4位）　秋　3勝1敗1分（同率2位）　秋は1回総当たりのみ
- 昭和16年（1941）春　4勝6敗（5位）　秋　3勝1敗1分（同率2位）　秋は1回総当たりのみ
- 昭和17年（1942）春　0勝10敗（6位）　秋　1勝4敗（5位）　秋は1回総当たりのみ
- 昭和18年〜20年　戦争によりリーグ解散
- 昭和21年（1946）春　3勝2敗（3位）　秋　4勝1敗（2位）　秋・優勝決定戦で同志社に敗れる
- 昭和22年（1947）春　6勝6敗（3位）　秋　1勝8敗1分（6位）　春・勝点制、秋・2回総当たり
- 昭和23年（1948）春　0勝10敗（6位）　秋　0勝10敗1分（6位）　春・2回総当たり、秋・勝点制復活
- 昭和24年（1949）春　2勝10敗（6位）　秋　0勝10敗（6位）
- 昭和25年（1950）春　4勝9敗（6位）　秋　4勝8敗（4位）
- 昭和26年（1951）春　3勝10敗（6位）　秋　1勝10敗（6位）
- 昭和27年（1952）春　0勝10敗（6位）　秋　0勝10敗（6位）
- 昭和28年（1953）春　0勝10敗（6位）　秋　3勝10敗1分（6位）
- 昭和29年（1954）春　0勝10敗（6位）　秋　1勝10敗（6位）
- 昭和30年（1955）春　1勝10敗（6位）　秋　0勝10敗（6位）
- 昭和31年（1956 石原）春　2勝9敗（5位）　秋　0勝10敗（6位）
- 昭和32年（1957 石原）春　1勝10敗（6位）　秋　0勝10敗（6位）
- 昭和33年（1958 石原）春　1勝10敗（6位）　秋　0勝10敗1分（6位）
- 昭和34年（1959 石原）春　0勝10敗（6位）　秋　1勝10敗2分（6位）
- 昭和35年（1960 石原）春　0勝10敗（6位）　秋　1勝10敗（6位）
- 昭和36年（1961 石原）春　3勝8敗（5位）　秋　0勝10敗（6位）
- 昭和37年（1962 石原）春　2勝8敗（5位）　秋　0勝10敗（6位）　秋・入替戦で大商大に敗れ、京滋リーグに降格
- 京滋大学野球連盟
- 昭和38年（1963 石原）春　9勝2敗1分（2位）　秋　8勝0敗（優勝）　春・龍谷大が関六に昇格のため、秋は5校
- 昭和39年（1964 石原）春　8勝0敗（優勝）　秋　8勝1敗（優勝）
- 昭和40年（1965 石原）春　7勝2敗（優勝）　秋　8勝1敗1分（優勝）
- 昭和41年（1966 石原）春　8勝0敗（優勝）　秋　8勝1敗（優勝）
- 昭和42年（1967 石原）春　10勝1敗（優勝）　秋　10勝2敗（2位、立命優勝）　立命大降格のため秋は７校制
- 昭和43年（1968 石原）春　10勝2敗（優勝）　秋　6勝5敗（3位、立命優勝）　春・立命大昇格のため6校に、秋は立命大再降格
- 昭和44年（1969 石原）春　5勝6敗（4位）　秋　3勝7敗（4位、立命2位）　春・立命大昇格、秋は立命大再降格
- 昭和45年（1970 石原）春　7勝3敗（2位、立命3位）　秋　2勝6敗（4位、立命3位）　秋は5校制に
- 昭和46年（1971 石原）春　6勝4敗（3位、立命2位）　秋　7勝3敗（3位、立命優勝）　春は5校制、秋は6校制に
- 昭和47年（1972 石原）春　1勝9敗（5位、立命3位）　秋　0勝10敗（6位、立命3位）　春から龍谷大が参加（前年秋に関六から降格）
- 昭和48年（1973 石原）春　1勝10敗（6位、立命2位）　秋　2勝9敗（6位、立命2位）　入替戦で仏教大に敗れ京滋の2部へ
- 昭和49年（1974 石原）春　京滋2部 10勝2敗（優勝）、1部は立命優勝　秋　3勝8敗（5位）　春・入替戦で大谷大に勝ち京滋の1部へ復帰、立命は関六に復帰
- 昭和50年（1975 松尾）春　6勝7敗（5位）　秋　4勝9敗（5位）
- 昭和51年（1976 松尾）春　3勝9敗（5位）　秋　1勝10敗（6位）
- 昭和52年（1977 松尾）春　3勝12敗（6位）　秋　5勝9敗（5位）　加盟校増で7校制
- 昭和53年（1978 松尾）春　7勝9敗（5位）　秋　6勝7敗（5位）　7校制
- 昭和54年（1979 松尾）春　6勝8敗（4位）　秋　8勝8敗1分（3位）　7校制
- 昭和55年（1980 松尾）春　6勝8敗1分（4位）　秋　8勝7敗（2位）　7校制
- 昭和56年（1981 寶）春　6勝7敗（4位）　秋　8勝7敗（3位）　7校制　秋・立命大は入替戦で京産大に敗れ京滋リーグに降格
- 関西学生野球連盟　昭和57年2月に関西大学、関西学院大学、京都大学、近畿大学、同志社大学、立命館大学により結成。
- 昭和57年（1982 寶）春　2勝10敗　　秋　2勝8敗（5位、関大から勝点）
- 昭和58年（1983 大草）春　0勝10敗　　秋　0勝10敗
- 昭和59年（1984 土橋）春　1勝10敗　　秋　0勝10敗
- 昭和60年（1985 土橋）春　2勝8敗（関学から勝点）　　秋　2勝10敗
- 昭和61年（1986 土橋）春　0勝10敗　　秋　1勝10敗
- 昭和62年（1987 土橋）春　0勝10敗　　秋　1勝10敗
- 昭和63年（1988 田口）春　1勝10敗　　秋　1勝10敗
- 平成元年（1989 田口）春　3勝8敗（5位、関学から勝点）　秋　0勝10敗
- 平成2年（1990 田口）春　0勝10敗　　秋　0勝10敗
- 平成3年（1991 長谷川）春　0勝10敗　　秋　2勝8敗（42連敗で止める、立命から勝点）
- 平成4年（1992 長谷川）春　0勝10敗　　秋　0勝10敗
- 平成5年（1993 長谷川）春　0勝10敗　　秋　0勝10敗
- 平成6年（1994 田口、石田）春　0勝10敗　　秋　1勝10敗（56連敗で止める）
- 平成7年（1995 石田）春　0勝10敗　　秋　0勝10敗
- 平成8年（1996 石田）春　0勝10敗　　秋　0勝10敗
- 平成9年（1997 沢田）春　1勝10敗　　秋　1勝10敗
- 平成10年（1998 沢田）春　0勝10敗　　秋　0勝10敗
- 平成11年（1999 沢田）春　1勝10敗　　秋　2勝9敗1分（関学から勝点）
- 平成12年（2000 沢田）春　1勝10敗　　秋　4勝8敗（5位、立命、関学から勝点）
- 平成13年（2001 来田）春　0勝10敗　　秋　2勝10敗
- 平成14年（2002 来田）春　2勝9敗1分（関学から勝点）　秋　2勝9敗（立命から勝点）
- 平成15年（2003 村井）春　0勝10敗　　秋　2勝10敗
- 平成16年（2004 村井）春　0勝10敗　　秋　0勝10敗1分
- 平成17年（2005 村井）春　0勝10敗　　秋　1勝10敗
- 平成18年（2006 村井）春　0勝10敗　　秋　0勝10敗
- 平成19年（2007 村井）春　0勝10敗　　秋　2勝10敗
- 平成20年（2008 長尾）春　1勝10敗　　秋　0勝10敗
- 平成21年（2009 長尾）春　1勝10敗　　秋　0勝8敗（関大出場辞退のため、5位）
- 平成22年（2010 比屋根）春　0勝10敗　　秋　0勝10敗
- 平成23年（2011 比屋根）春　0勝10敗　　秋　0勝10敗
- 平成24年（2012 比屋根）春　1勝10敗1分（60連敗で止める）　　秋　1勝10敗1分
- 平成25年（2013 寶）春　2勝10敗　　秋　1勝8敗1分（近大出場辞退のため、5位）
- 平成26年（2014 寶）春　4勝9敗（同大から勝点） 　秋　2勝9敗（同大から勝点）
- 平成27年（2015 青木）春　1勝10敗　　秋　1勝10敗
- 平成28年（2016 青木）春　0勝10敗　　秋　0勝10敗
- 平成29年（2017 青木）春　2勝10敗　　秋　3勝10敗
- 平成30年（2018 青木）春　3勝10敗　　秋　0勝10敗
- 令和元年（2019 青木）春   2勝10敗　秋 5勝7敗（初の4位、関学、同大から勝点）年間7勝は新リーグ史上初
- 令和２年（2020 青木）春　コロナ禍のため中止　　秋　１勝９敗（２回戦総当たり制）
- 令和３年（2021 青木）春　５敗５不戦敗　秋　２勝７敗１分（春秋とも２回戦総当たり制）
- 令和４年（2022 近田）春　５勝８敗（関大、立命から勝点、５位）　　秋　２勝９敗（近大から勝点）
- 令和５年（2023 近田）春　１勝10敗　　秋　0勝10敗
- 令和６年（2024 近田）春　４勝６敗（関大、立命から勝点、４位）　秋　２勝９敗（立命から勝ち点、6位）

## 関西学生野球連盟リーグ戦の京大からのベストナイン
- 昭和59年（1984年）春　吉川兼次 外野手（法3・北野）
- 昭和59年（1984年）秋　北野　孝 外野手（農3・北野）
- 昭和60年（1985年）秋　吉川兼次 外野手（法4・北野）2回目
- 昭和62年（1987年）春　沢田　誠 外野手（工4・寝屋川）
- 昭和62年（1987年）秋　沢田　誠 外野手（工4・寝屋川）2回目
- 昭和63年（1988年）秋　和田幸浩 三塁手（経1・和歌山桐蔭）
- 平成元年（1989年）春　藤川貴久 二塁手（医4・洛星）
- 平成3年（1991年）秋　石田敦志 捕　手（工4・岡山大安寺）
- 平成4年（1992年）春　小南貴之 外野手（法3・三国丘）
- 平成4年（1992年）秋　加藤　寛 捕　手（農2・洛星）首位打者
- 平成8年（1996年）秋　新井隆三 一塁手（医4・灘）
- 平成9年（1997年）秋　廣田尚弘 外野手（教3・畝傍）
- 平成11年（1999年）秋　松村　諭 外野手（工3・畝傍）
- 平成12年（2000年）秋　岡村英祐 投　手（法3・洛星）
- 平成12年（2000年）秋　舛永隆宏 三塁手（文3・柳井）
- 平成13年（2001年）春　藤田慎也 外野手（法2・膳所）
- 平成15年（2003年）春　坂井伸光 外野手（工2・筑紫丘）
- 平成16年（2004年）秋　伊藤慎哉 遊撃手（総4・松山東）
- 平成22年（2010年）春　沖田正明 二塁手（理4・祇園北）
- 平成23年（2011年）春　新実彰平 捕　手（法4・洛星）首位打者
- 平成24年（2012年）秋　上田　遥 遊撃手（農2・北野）
- 平成25年（2013年）春　前川優也 一塁手（経2・東海大仰星）
- 平成25年（2013年）秋　田中英祐 投　手（工3・白陵）
- 平成26年（2014年）春　佐藤駿介 三塁手（医3・東筑）
- 平成26年（2014年）秋　田中英祐 投　手（工4・白陵）2回目
- 平成26年（2014年）秋　上田　遥 遊撃手（農4・北野）2回目
- 平成27年（2015年）秋　佐藤駿介 二塁手（医3・東筑）2回目（1回目は三塁手）
- 平成30年（2018年）春　西　拓樹 遊撃手（工３・西京）
- 令和元年（2019年）春　石川朔太郎 外野手（農４・国立）
- 令和元年（2019年）秋　西　拓樹 二塁手（工４・西京）２回目（１回目は遊撃手）
- 令和元年（2019年）秋　北野嘉一 外野手（農３・北野）首位打者
- 令和2年（2020年）秋　北野嘉一 二塁手（農４・北野）２回目（１回目は外野手）
- 令和4年（2022年）春　山縣　薫 外野手（工４・天王寺）
- 令和4年（2022年）春　伊藤伶真 三塁手（総人４・北野）
- 令和4年（2022年）春　小田雅貴 二塁手（工３・茨木）
- 令和4年（2022年）秋　大川琳久 外野手（農３・済済黌）
- 令和5年（2023年）秋　中井壮樹 外野手（医２・長田）
- 令和6年（2024年）春　細見宙生 遊撃手（工３・天王寺）
- 令和6年（2024年）春　山本陶二 外野手（経３・藤島）首位打者

## 主な出身者
Category:京都大学体育会硬式野球部の選手も参照。
- 小島栄（法学部・大正6年卒）OB会元会長
- 小西作太郎（工学部・大正7年卒）大阪朝日新聞社、日本高野連顧問、三高学生時代に大正4年（1915年）からの全国中等学校野球大会を進言。下記高山と京都二中時代からバッテリーを組む。
- 高山義三（法学部・大正7年卒）元京都市長
- 名倉周雄（文学部・昭和2年卒）元旧関西六大学野球連盟理事長、立命館大学野球部初代監督
- 井狩貞之（法学部・昭和9年卒）元近江八幡市長
- 田口圭太（工学部・昭和23年卒）元ユニチカ会長
- 岡崎義人（法学部・昭和24年卒）元阪神タイガース球団社長
- 八角道夫（経済学部・昭和27年卒）元新和海運社長
- 鈴木宏（法学部・昭和27年卒）元奥村組土木興業会長、OB会（京都大学野球倶楽部）元会長
- 杉本悦郎（農学部・昭和28年卒）元京都大学教授（1988.4〜1994.3）、滋賀県立大学名誉教授、瑞宝中綬章（平成21年4月29日）
- 豊原大成（文学部・昭和28年卒）元浄土真宗本願寺派（西本願寺）宗務総長
- 岡部敬一郎（経済学部・昭和31年卒）元コスモ石油会長
- 小関三平（文学部・昭和33年卒）元佛教大学教授
- 仕田原猛（法学部・昭和35年卒）元住友金属工業、OB会（京都大学野球倶楽部）元会長
- 池永満生（理学部・昭和35年卒）京都大学名誉教授
- 田中義雄（経済学部・昭和38年卒）株式会社JEUGIA 会長
- 松尾直規（工学部・昭和47年卒）中部大学工学部教授、中部大学硬式野球部長、元・愛知大学野球連盟理事長
- 佐山展生（工学部・昭和51年卒）元一橋大学大学院国際企業戦略研究科・経営管理大学院教授、元スカイマーク代表取締役会長、インテグラルパートナー、京都大学経営管理大学院特命教授
- 寶馨（工学部・昭和54年卒）京都大学名誉教授、OB会（京都大学野球倶楽部）会長、日本高等学校野球連盟（日本高野連）会長
- 中山泰（経済学部・昭和58年卒）京丹後市長
- 沢田誠（工学部・昭和63年卒）在籍中に外野手として（旧関西六大学連盟時代を除く）関西学生野球連盟記録（当時）の通算10本塁打[注釈 2]を樹立するかたわら、投手としての先発登板も多々経験。この記録を背景に1987年のNPBドラフト会議での指名候補に上ったものの、実際には指名に至らず、卒業後に大阪ガスへ入社した。大阪ガス硬式野球部に外野手→コーチとして在籍した後に、2012年から「DBグラッズ」（京都大学硬式野球部OBの有志で結成された社会人硬式野球クラブチーム）の部長兼監督へ就任。
- 新実彰平（法学部・平成24年卒）元関西テレビ放送アナウンサー
- 田中英祐（工学部・平成27年卒）在籍者から初めて誕生したプロ野球（NPB）選手[注釈 3]で、2014のNPBドラフト会議2巡目で千葉ロッテマリーンズから指名。卒業後の2015年から投手として3年間在籍したほか、同年には一軍公式戦2試合に登板した。
- 水口創太（医学部・令和4年卒）福岡ソフトバンクホークス投手（育成選手）
- 三原大知（経済学部・令和4年卒）阪神タイガース職員（データアナリスト）
- 水野琳太郎(工学部・令和6年度卒)東京ヤクルトスワローズ職員(データアナリスト)